# Amourj
Amourj (arabisch آﻣﻮرج) ist eine Stadt in der Region Hodh Ech Chargui von Mauretanien und Hauptstadt des Départements Amourj.

## Geographie
Der Hauptort der Gemeinde Amourj liegt 955 Kilometer östlich von Nouakchott auf etwa 287 m Meereshöhe im Südosten des Beckens El Hodh, das einen großen Teil des Südostens von Mauretanien einnimmt. Die malische Grenze ist 67 Kilometer entfernt.

## Bevölkerung
Die Bevölkerungszahl der Gemeinde hat in den Jahren 2000 bis 2023 von 5037 auf 9604 Einwohner zugenommen. Der Hauptort selbst hat 7123 Einwohner (2023). Daneben gibt es noch 12 andere bewohnte Orte.